# 进程树
进程树(Process tree)是计算机科学中的术语，又称为进程图(Process map)或进程家族树(Process graph)，是一种表示进程关系的直观方法。进程树中的进程分为父进程和子进程两种基本类型。

## 结构
进程树的概念基于图论中的有向树的概念。一个进程树由若干个系统进程和它们之间的关系构成。进程树中的每个进程是树的节点。如果进程A创建了进程B，就称A是B的父进程，B是A的子进程。若一个进程不是任何其它进程的子进程，则称之为根进程或进程家族的祖先。

## 实现
在Windows任务管理器中,结束一个进程树的作用为结束这个进程和由它创生的子进程。